# أردهاناريشفارا
أردهاناريشفارا (بالسنسكريتية: अर्धनारीश्वर، أَرْدِهَنَارِيشْڤَارَا) هو التجسد الزنمردي للإله الهندوسي شيفا وزوجته الإلهة بارفاتي (تُعرف أيضًا بـ ديفي وشاكتي). يتحد الإلهان معًا ليكونا كائنًا ذا نصفين، نصف رجل ونصف امرأة، وعادةً ما يكون النصف الأيمن شيفا؛ دلالةً على صفاته التقليدية.
تاريخيًّا، أول ظهور لأردهاناريشفارا كان في عهد إمبراطورية كوشان، أي في أوائل القرن الأول الميلادي، وتطور تصويره واكتمل في عهد إمبراطورية جوبتا. تم ذكر أردهاناريشفارا والأساطير المتعلقة به في نصوص البورانا والعديد من الأطروحات التصويرية. توجد تجسيدات هذا الإله في أغلب معابد الإله شيفا؛ إلَّا أن المعابد المخصصة له قليلة جدًّا.
يمثِّل أردهاناريشفارا مجموع الطاقتين الأنثوية والذكورية في الكون (بوروشا وبراكريتي)، ويوضح كيف أن بارفاتي 'الإلهة الأنثى' جزءٌ لا يتجزء عن شيفا 'الإله الذكر'، كما تقول بعض التفسيرات أنه يوضح كيف أنَّ الإلهين تجسيد لإله واحد. اتحاد هاذين الإلهين مُعَظَّم لأنهما معًا يشكلان جذر ونشأة كل المخلوقات.

## الاسم

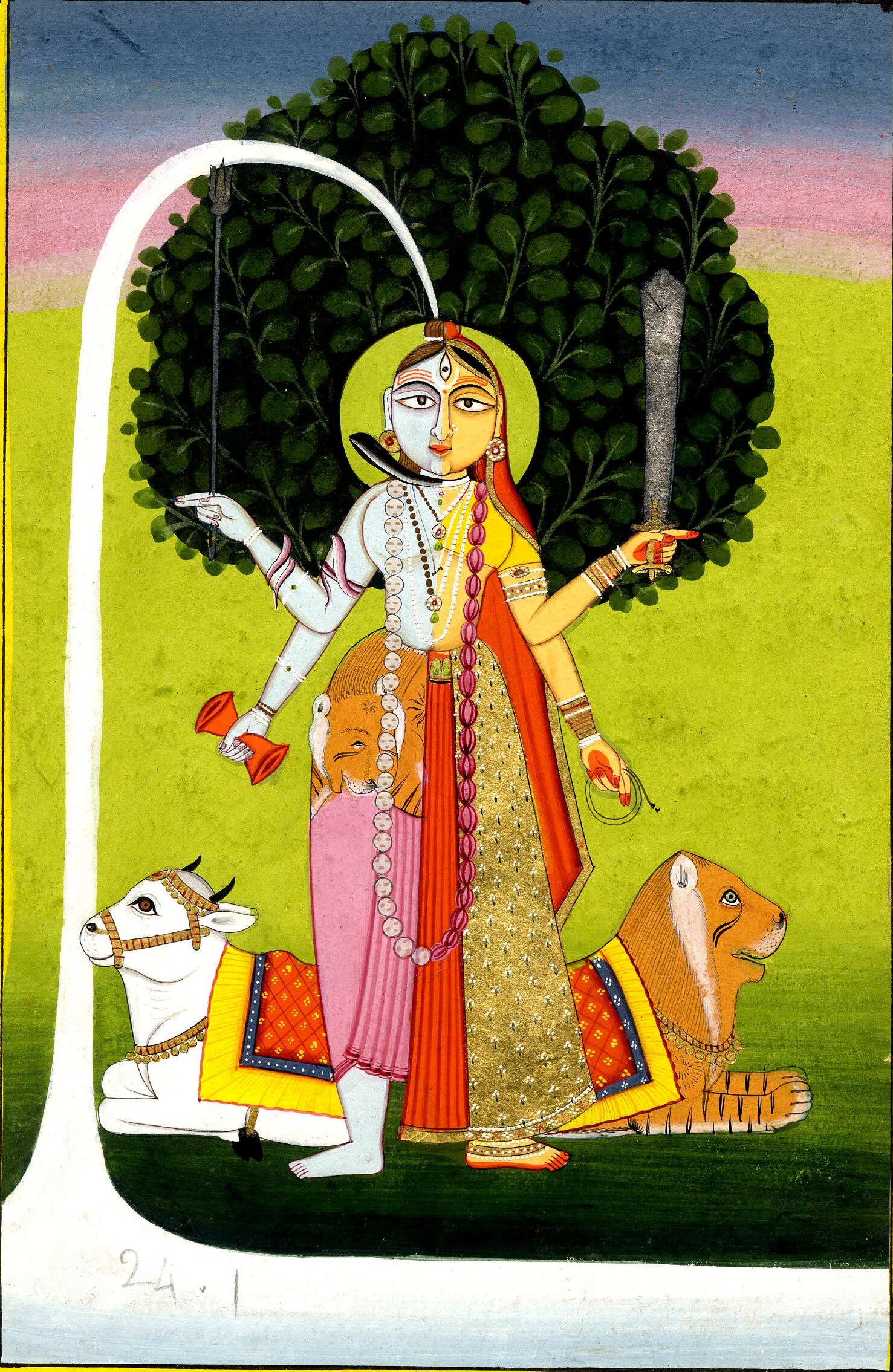
أردهاناريشڤارا

الاسم أردهاناريشفارا يعني ('الإله النصف امرأة')، ويُعرف أيضًا بأسماء أخرى مثل: أردهاناريشا، وهو بنفس معنى اسمه الأصلي، وأردهاناراناري ('النصف رجل النصف امرأة')، وأردهاناريناتشڤارا ('ناتاراجا النصف امرأة')، وناراناري ('الرجل-المرأة')، وأمّيـپّـان (اسمٌ تاميلي يعني 'الأم-الأب')، وأردهانايوڤاتيشارا (اسمٌ ينتمي إلى ولاية آسام الهندية ويعني 'الإله الذي نصفه امرأة شابة').

## أصله
قد يكون مفهوم وتصوير أردهاناريشفارا مستوحى من تجسيد كتاب فيدا للإلهين المتحدين ياما-يامي.

## تجسيده
العديد من النصوص الأثرية والأعمال الفنية الهندية -خصوصًا الآتية من جنوب الهند- وصفت وصوَّرت أردهاناريشفارا. في أغلبها الإله الذكر 'شيفا' هو الجانب الأيمن، أما الإلهة الأنثى 'بارفاتي' فهي الجانب الأيسر، من أبرز المصادر التي تظهر العكس تصويرات مدرسة المذهب الشاكتيزمي؛ حيث تكون فيها بارفاتي في الجانب الأيمن.
في العادة يصوَّر أردهاناريشفارا ككائنٍ ذا أربع أيادٍ، أو ثلاث، أو يدين فقط، وفي أحيانٍ نادرة صوِّر بثمان أيادٍ.
تَظهر هالة مضيئة خلف رأسه، بعض التصويرات تُظهر هالة النصف المرأة مختلفة عن هالة النصف الرجل.

### النصف الرجل
يصور النصف الرجل 'شيفا' مرتديًا على رأسه (جاتا-موكوتا)، وهو عبارة عن شعر معقود بعضه ببعض، يتوسطه هلال. أحيانًا تُزيَّن الجاتا-موكوتا بالأفاعي. يرتدي في إذنه كوندالا (كلمة تعني باختصار 'قرط')، أو أنواعًا خاصةً منه، مثل ما يسمى ساپرا-كوندالا (قرط الأفاعي)، وماكارا-كوندالا (قرط كائن نصفه تمساح ونصفه دولفين).
أغلب تصويرات الأربع أيادٍ تُظهر إحدى يديه حاملةً باراشو (عصا تشبه الصولجان)، واليد الأخرى تقوم بإشارة أبهايا-مودرا (إشارة تدعو إلى الطمأنينة). أبرز التصويرات التي تخالف ذلك تصوير العقيدة البادامية والتي تظهر إحدى يديه تعزف على العود مع إحدى يدي النصف المرأة، يده الأخرى تحمل باراشو ويد النصف المرأة تحمل زهرة لوتس.
في بعض التصويرات تَظهر شاربًا له، وبعضها تُظهر عينه أصغر من عين النصف المرأة.

### النصف المرأة
تصور النصف المرأة 'بارفاتي' مرتدية على رأسها (كاراندا-موكوتا)، وهو عبارة عن تاج يشبه السلَّة في شكله. ترتدي في أذنها نوعًا آخر من الأقراط يسمى ڤاليكا-كوندالا. يظهر بينها وبين شيفا في منتصف جبهتيهما عينٌ ثالثة كاملة، هناك تصويرات تظهرها كنصف عين في أحد الجانبين؛ إذا كانت في النصف الرجل فإن النصف المرأة يتوسط جبهتها بيندي (نقطة حمراء) مقابلةٌ للعين الثالثة. تَظهر رقبتها مزينة بالحلي، وفي بعض التصويرات تُزيَّن رقبتها باللوتس الأزرق.
تختلف التصويرات في أمر يديها، فبضعها صوَّرتها تحمل زهرة لوتس، أو تكون الزهرة مرفوعةً في الهواء فوق يديها، وبعضها صوَّرتها تحمل مرآة، وبعضها صورتها تحمل ببغاء، أو يكون الببغاء واقفًا على معصمها. ما اتفقت عليه التصويرات أن كلتا يديها مزينتان بالحلي كرقبتها. حليُّها مصنوع من الألماس وأحجار كريمة أخرى.
تصوَّر النصف امرأة مرتدية زيًّا متعدد الألوان طوله يصل إلى كاحلها، أو زي أبيض حريري، كما تظهر في بعض التصويرات مرتديةً ساري (الزي الهندي التقليدي للنساء)، وترتدي خلخالًا وتكون قدمها مزيَّنة بالحناء الأحمر.